# Microdebilissa aethiops
Microdebilissa aethiops is een keversoort uit de familie van de boktorren (Cerambycidae). De wetenschappelijke naam van de soort werd voor het eerst geldig gepubliceerd in 1995 door Carolus Holzschuh.